# Jour de l'Antarctique
Ne doit pas être confondu avec Journée de l'Antarctique argentin.
Le Jour de l'Antarctique (ou la Journée de l'Antarctique) est une fête internationale commémorant la signature du Traité sur l'Antarctique en 1959. Il est célébré le 1er décembre de chaque année. Avec Midwinter Day, c'est l'une des deux principales fêtes de l'Antarctique.

## Histoire
Le Jour de l'Antarctique a été mis en place par la Foundation for the Good Governance of International Spaces en 2010 afin de mettre en avant la coopération internationale qui rend possible la gouvernance du continent et encourager les éducateurs à inclure l'Antarctique dans leurs cours,. Le Jour de l'Antarctique a été créé par suite du Sommet sur le Traité de l'Antarctique en 2009, qui a eu lieu à l'occasion du cinquantième anniversaire du Traité de l'Antarctique.

## Célébration
En tant que fête relativement récente, le Jour de l'Antarctique n'a pas de traditions de longue date. Contrairement au Midwinter, la Journée de l'Antarctique est plus largement célébrée hors du continent que sur celui-ci.
Les organisations antarctiques basées en dehors du continent, telles que les programmes antarctiques nationaux ou le gouvernement des villes portes de l'Antarctique, observent souvent cette journée avec des programmes publics tels que des conférences ou des projections de films,.
Les personnes ayant un intérêt professionnel ou personnel pour l'Antarctique célèbrent également la Journée de l'Antarctique. Certains consomment des médias liés à l'Antarctique, tels que des documentaires ou des podcasts. D'autres publient des messages sur les réseaux sociaux concernant l'Antarctique. Faire voler un drapeau est une autre façon courante pour les gens d'observer cette journée.